# Maher el-Beheiry
Maher el-Beheiry (arabisch ماهر البحيري, DMG Māhir al-Buḥairī, * 17. März 1943 in Giseh, Königreich Ägypten) war bis zum 1. Juli 2013 der Vorsitzende des Obersten Verfassungsgerichts von Ägypten.
Sein Vorgänger als Präsident des Verfassungsgerichts war bis zum 1. Juli 2012 Faruk Sultan. Maher el-Beheiry wurde 2013 von Präsident Mohammed Mursi durch Adli Mansur ersetzt.